# Guido Imbens
Guido Imbens est un économiste et économètre néerlandais et américain. Il est notamment connu pour ses travaux communs avec Joshua Angrist sur les variables instrumentales.
Il est l'un des trois lauréats du prix de la Banque de Suède 2021 avec Joshua Angrist et David Card.

## Biographie
Guido Imbens est né en 1963 à Geldrop. Sa famille déménage à Deurne en 1975. Il commence sa carrière de chercheur en 1983 à l'université Érasme de Rotterdam

## Publications
- Joshua D. Angrist, Guido W. Imbens et Donald B. Rubin, « Identification of Causal Effects Using Instrumental Variables », Journal of the American Statistical Association, vol. 91,‎ 1996 (DOI 10.1080/01621459.1996.10476902)
- (en) G. W. Imbens et T. Lemieux, « Regression discontinuity designs : A guide to practice », Journal of Econometrics, vol. 142, no 2,‎ 2008 av. J.-C., p. 615-635 (DOI 10.1016/j.jeconom.2007.05.001)